# Ривеира
Ривеира (шп. Riveira) град је у Шпанији у аутономној заједници Каталонија у покрајини Коруња. Према процени из 2017. у граду је живело 27 249 становника.

## Становништво
Према процени, у граду је 2017. живело 27 249 становника.
| 2017.  |
| ------ |
| 27.249 |

## Партнерски градови
- Адехе
- Њуарк